# Tabonuea Village
Tabonuea Village är en ort i Kiribati.   Den ligger i örådet Butaritari och ögruppen Gilbertöarna, i den norra delen av landet, 200 km norr om huvudstaden Tarawa. Tabonuea Village ligger 10 meter över havet och antalet invånare är 244.
Terrängen runt Tabonuea Village är mycket platt.  Närmaste större samhälle är Kuma Village, 17,4 km nordost om Tabonuea Village. 